# Virginia Riera
María Virginia Riera (Resistencia, 27 de septiembre de 1988) es una jugadora profesional de pádel argentina que en la actualidad ocupa la 7ª posición en el ranking World Padel Tour. Su pareja deportiva actual es Sofía Araújo.

## Carrera deportiva
María Virginia Riera comenzó en el padel en el circuito argentino, en el que fue la número 1 junto a Silvana Campus en 2013, 2014, 2015 y 2016.
En 2016 decidieron dar el salto a España para disputar el World Padel Tour, y en 2017 continuaron juntas en el circuito español.
En 2018 se asentó en Madrid, España, para centrarse en la práctica del pádel de forma profesional, decidiendo, además, cambiar de pareja, comenzando a jugar a partir de entonces con Lorena Alonso, con la que compite sólo media temporada, cuando Ana Fernández de Ossó se convirtió en su nueva pareja.
En el World Padel Tour 2019, la portuguesa Sofía Araújo se convierte en su nueva pareja deportiva firmando un año de gran progresión, siendo una pareja habitual en el cuadro final y llegando a tres cuartos de final durante la temporada. En 2020 continuaron como pareja, accediendo a unas semifinales por primera vez en el Vuelve a Madrid Open 2020, donde vencieron en cuartos de final a la pareja número 1 del mundo, Alejandra Salazar y Ariana Sánchez, por 7-6 y 6-3, aunque se quedaron sin acceder a la final después de perder con Marta Ortega y Bea González por 3-6 y 3-6.
En 2021, tras la separación de Patricia Llaguno y Elisabeth Amatriaín, Riera se convirtió en nueva pareja deportiva de Patty Llaguno. La temporada fue un éxito para la pareja hispano-argentina, pues consiguieron llegar a la final en cuatro torneos durante la temporada, cayendo derrotadas en el Santander Open por 1-6 y 5-7 frente a Delfina Brea y Tamara Icardo, en el Marbella Master por 2-6 y 3-6 frente a Paula Josemaría y Ariana Sánchez y en el Lugo Open por 1-6 y 4-6 frente a Alejandra Salazar y Gemma Triay. Sin embargo, en el Vigo Open 2021, el que era el tercer torneo de la temporada, lograron el título, al imponerse en la final a Alejandra Salazar y Gemma Triay por 2-6, 6-3 y 7-5, convirtiéndose en el primer título WPT que ganaba Virginia Riera en toda su carrera.
En 2022, Patty y Virginia, continuaron como pareja, pisando su primera final fuera de España en el Bruselas Open, donde cayeron derrotadas por 6-4, 3-6 y 0-6 frente a Alejandra Salazar y Gemma Triay.

## Palmarés

### World Padel Tour
| N.º | Año  | Torneo    | Pareja           | Oponentes en la final         | Resultado       |
| --- | ---- | --------- | ---------------- | ----------------------------- | --------------- |
| 1   | 2021 | Vigo Open | Patricia Llaguno | Alejandra Salazar Gemma Triay | 2-6 / 6-3 / 7-5 |

### Campeonato Mundial
- Campeonato Mundial de Pádel de 2012[17]